# Robert Nozick
Robert Nozick (født 16. november 1938, død 23. januar 2002) var en amerikansk politisk filosof og professor ved Harvard-universitetet. Hans bog Anarchy, State, and Utopia (1974), ikke oversat til dansk, gav et libertariansk svar på John Rawls A Theory of Justice (1971).
Nozick gjorde næsten egenhændigt libertariansk politisk filosofi respektabel inden for bredere akademiske kredse med udgivelsen af den nu klassiske Anarchy, State, and Utopia, som bl.a. indbragte ham en National Book Award i USA det følgende år. I Anarchy, State, and Utopia argumenterer han bl.a. for, at fordelingen af goder er retfærdig, blot fordelingen er resultatet af frivillig vareudveksling mellem frie mennesker. Nozick henviste til Kants kategoriske imperativ, som siger, at det enkelte menneske altid skal opfattes som et mål i sig selv og ikke blot som et middel til at opnå andre mål. For eksempel er tvungen omfordeling af goder uretfærdig, da den ser mennesket som en kilde til goder, som et middel til at opnå andre mål. Nozick kritiserer her Rawls, som i A Theory of Justice konkluderer, at ulighed, for at kunne retfærdiggøres, som et minimum må medføre, at den værst stillede har det bedre end ellers.
Som en af de store personligheder inden for nyere analytisk filosofi kom Nozick med vigtige bidrag til stort set alle større områder inden for filosofien. I Philosophical Explanations ((1981)) gav han originale og nytænkende beskrivelser af viden, den frie vilje og værdibegrebet. I The Examined Life (1989), henvendt til en bredere offentlighed, udforsker han kærlighed, død, tro, og meningen med livet. I The Nature of Rationality (1993) udfoldes en teori om praktisk fornuft i et forsøg på at imødegå klassisk beslutningsteori. Socratic Puzzles (1997) er en samling af essays om så forskellige emner som Ayn Rand, den østrigske skole inden for økonomien og dyrs rettigheder.
Nozick døde i 2002 efter en langvarig kamp mod cancer.

## Trivia
- Anders Fogh Rasmussen giver i kapitel 2 af Fra socialstat til minimalstat en kort men præcis gennemgang af Nozicks holdning til statsdannelser og menneskelige rettigheder.